# Populus berolinensis
Populus berolinensis är en videväxtart som beskrevs av C. Koch. Populus berolinensis ingår i släktet popplar, och familjen videväxter. Inga underarter finns listade i Catalogue of Life.